# 开家麦当劳
《开家麦当劳》是由Molleindustria网站发布的一款游戏。 该游戏被称呼为“反广告”的游戏。意为讽刺各种公司及其商业行为。它也被 Ian Bogost 归类为新闻游戏或编辑游戏。

## 玩法与内容
玩家扮演经营麦当劳的主管，主要管理肉牛的生产与抚养、餐厅的经营、公司计划，通过玩家的一些玩法和策略，来影响公司的走向。在游戏中，玩家选择是否喂给玩家的奶牛转基因谷物、耕种热带雨林或将玩家的牛喂给其他牛（这种做法会传播疯牛病）疾病）、在牛肉饼里放面粉、是否投放广告、以及对餐厅员工的管理等，如果某一环节出了问题，环节的主要管理者会对玩家做出提醒。玩家还可以选择广告策略和收买一些官员来对抗反对、抗议玩家的角色。
如果玩家所经营的饭店亏钱太多的话，则游戏会以失败的方式而结束。
在一些网站（例如Kongregate）上，Molleindustria 发布了一个名为Burger Tycoon的游戏版本，以此来避免版权产生的纠纷。
该游戏已被翻译成九种语言：英语、西班牙语、意大利语、芬兰语、丹麦语、土耳其语、葡萄牙语、法语和德语。